# Амели Нотомб
Амели Нотомб (на френски: Amélie Nothomb), псевдоним на баронеса Фабиан Клер Нотомб (Fabienne Claire Nothomb), е белгийска писателка, творяща на френски език.
Плодовита авторка, след публикуването на първия й роман „Хигиена на убиеца“ през 1992 г., на двадесет и шест години, тя издава по една книга на година. Романите й са сред най-продаваните литературни произведения и са преведени на няколко езика. Тя е кавалер на Ордена на короната и има титлата „баронеса“, връчена й от белгийския крал Филип. Нейният сатиричен роман за корпоративния живот в Япония „Изумление и трепет“ печели Голямата награда за роман на Френската академия през 1999 г., а през 2015 г. е избрана като член на Кралската академия за френски език и литература в Белгия.

## Биография
Амели Нотомб е родена на 9 юли 1966 г. в Етербек, Брюксел-столичен регион. Въпреки че като творец тя често метафорично заявява, че е родена през 1967 г. в Кобе, Япония, официалните данни показват, че е живяла там само между две и петгодишна възраст.
Произхожда от белгийско благородническо семейство – баща ѝ е дипломатът Патрик Нотомб, а сред предците ѝ са Шарл-Фердинанд Нотомб, бивш белгийски външен министър, и писателят и политик Пиер Нотомб. Има един брат – Андре Нотомб и една сестра – Жулиет Нотомб, която се занимава с писане на детски книги.
Детството ѝ е белязано от множество пътувания – живяла е в Китай, Ню Йорк, Бангладеш, Бирма, Обединеното кралство (Ковънтри) и Лаос. Докато живее в Япония, учи в местно училище и научава японски език. Когато навършва пет години, семейството ѝ се премества в Китай. В автобиографичния си роман „Изумление и трепет“ тя описва напускането на Япония като „мъчителна раздяла“.
По-късно Нотомб следва филология в Брюкселския свободен университет. След завършването си се връща в Япония, където започва работа в японска компания в Токио. Именно този период от живота ѝ вдъхновява романа „Изумление и трепет“.
Амели Нотомб дебютира през 1992 г. с романа „Хигиена на убиеца“, който бързо привлича вниманието на критиката и читателите. Оттогава тя поддържа впечатляваща продуктивност, публикувайки приблизително по един роман годишно. Сред най-известните ѝ произведения са Les Catilinaires (1995), „Изумление и трепет“ (1999) и Métaphysique des tubes (2000).
Талантът ѝ е признат с множество престижни награди, включително Награда „Жак-Шардон“ (1993), Гран при за роман на Френската академия (1999) и Гран при „Жан Джоно“ (2008). От 2015 г. тя е член на Белгийската кралска академия за френски език и литература.
През 2002 г. Амели Нотомб публикува Robert des noms propres – романизирана биография на френската певица Робер. Освен това, в периода 2000–2002 г., тя пише текстовете за девет песни на същата изпълнителка.
Има строг режим, пише по 4 часа на ден и се събужда преди изгрев слънце. 
През 2012 г. е създаден документалният филм Amélie Nothomb: une vie entre deux eaux („Амели Нютомб: живот между две води“), режисиран и написан от Лорелин Анамийо и Лука Киари. Филмът проследява завръщането на писателката в Япония, където тя преоткрива красотата на пейзажите, мирните ритуали и тъгата на Фукушима. Най-емоционалният момент е срещата с нейната японска бавачка Нишио Сан.
На 8 юли 2015 г. Амели Нотомб получава титлата „баронеса“ с кралски указ. Това отличие е ненаследствено, а подчертава нейния принос към литературата и културата.
Романът й „Първа кръв“ представлява измислени мемоари на нейния баща, който почива през 2020 г.. Написан от първо лице, той предлага личен и емоционален поглед върху живота му, включително детството, дипломатическата му кариера и изпитанията, които е преживял. Книгата получава наградата „Ренодо“ през 2021 г., което затвърждава литературното майсторство на Нотомб и способността ѝ да съчетава история и художествена измислица.
Живее в апартамента си в Париж и по-рядко в Белгия.

### Романи
- Hygiène de l’assassin (1992)
Хигиена на убиеца, изд. ИК „Колибри“, София (2005, 2024), прев. Светла Лекарска
- Le Sabotage amoureux (1993)
Любовен саботаж, ИК „Колибри“, София (2013), прев. Светла Лекарска
- Les Catilinaires (1995)
Против Катилина, изд. „Ковачев“, Силистра (2004), прев. Анелия Велева
Речи против Катилина, ИК „Колибри“, София (2017), прев. Светла Лекарска
- Péplum (1996)
- Attentat (1997)
Атентат, ИК „Колибри“, София (2011), прев. Светла Лекарска
- Mercure (1998)
Живак, ИК „Колибри“, София (2009), прев. Светла Лекарска
- Stupeur et tremblements (1999)
Изумление и трепет, ИК „Колибри“, София (2005, 2024)[1], прев. Светла Лекарска
- Métaphysique des tubes (2000)
- Cosmétique de l'ennemi (2001)
Козметика на врага, ИК „Колибри“, София (2004)[2],  прев. Светла Лекарска
- Robert des noms propres (2002)
Речник на собствените имена, ИК „Колибри“, София (2006), прев. Светла Лекарска
- Antéchrista (2003)
Антихриста, ИК „Колибри“ (2008), прев. Светла Лекарска
- Biographie de la faim (2004)
Биография на глада, ИК „Колибри“, София (2010), прев. Светла Лекарска
- Acide sulfurique (2005)
- Journal d’Hirondelle (2006)
- Ni d'Ève ni d'Adam (2007)
Нито Ева, нито Адам, ИК „Колибри“, София (2009), прев. Светла Лекарска
- Le Fait du prince (2008) – награда „Жан Жионо“
Кралска воля, ИК „Колибри“, София (2010), прев. Светла Лекарска
- Le Voyage d'hiver (2009)
Зимно пътуване, ИК „Колибри“, София (2011), прев. Светла Лекарска
- Une forme de vie (2010)
Форма на живот, ИК „Колибри“, София (2014), прев. Светла Лекарска
- Tuer le père (2011)
Да убиеш бащата, ИК „Колибри“, София (2014), прев. Светла Лекарска
- Barbe bleue (2012)
Синята брада, ИК „Колибри“, София (2015), прев. Светла Лекарска
- La Nostalgie heureuse (2013)
Щастливата носталгия, ИК „Колибри“, София (2016), прев. Светла Лекарска
- Pétronille (2014)
Петрония, ИК „Колибри“, София (2017), прев. Светла Лекарска
- Le Crime du comte Neville (2015)
- Riquet à la houppe (2016)
- Frappe-toi le cœur (2017)
Попитай сърцето, ИК „Колибри“, София (2019), прев. Светла Лекарска
- Les Prénoms épicènes (2018)
- Soif (2019)
Жажда, ИК „Колибри“, София (2020), прев. Светла Лекарска
- Les Aérostats (2020)
Аеростати, ИК „Колибри“, София (2021), прев. Светла Лекарска
- Premier Sang (2021)
Първа кръв, ИК „Колибри“, София (2023), прев. Светла Лекарска
- Le Livre des sœurs (2022)
- Psychopompe (2023)
- L'Impossible Retour (2024)

### Пиеси
- Les Combustibles (1994)